# ديفيد جونز (سياسي كندي)
ديفيد جونز (بالإنجليزية: David Jones)‏  (و. 1792 – 1870 م) هو سياسي، وقاضي، من كندا، توفي عن عمر يناهز 78 عاماً.